# Noel T. Jones

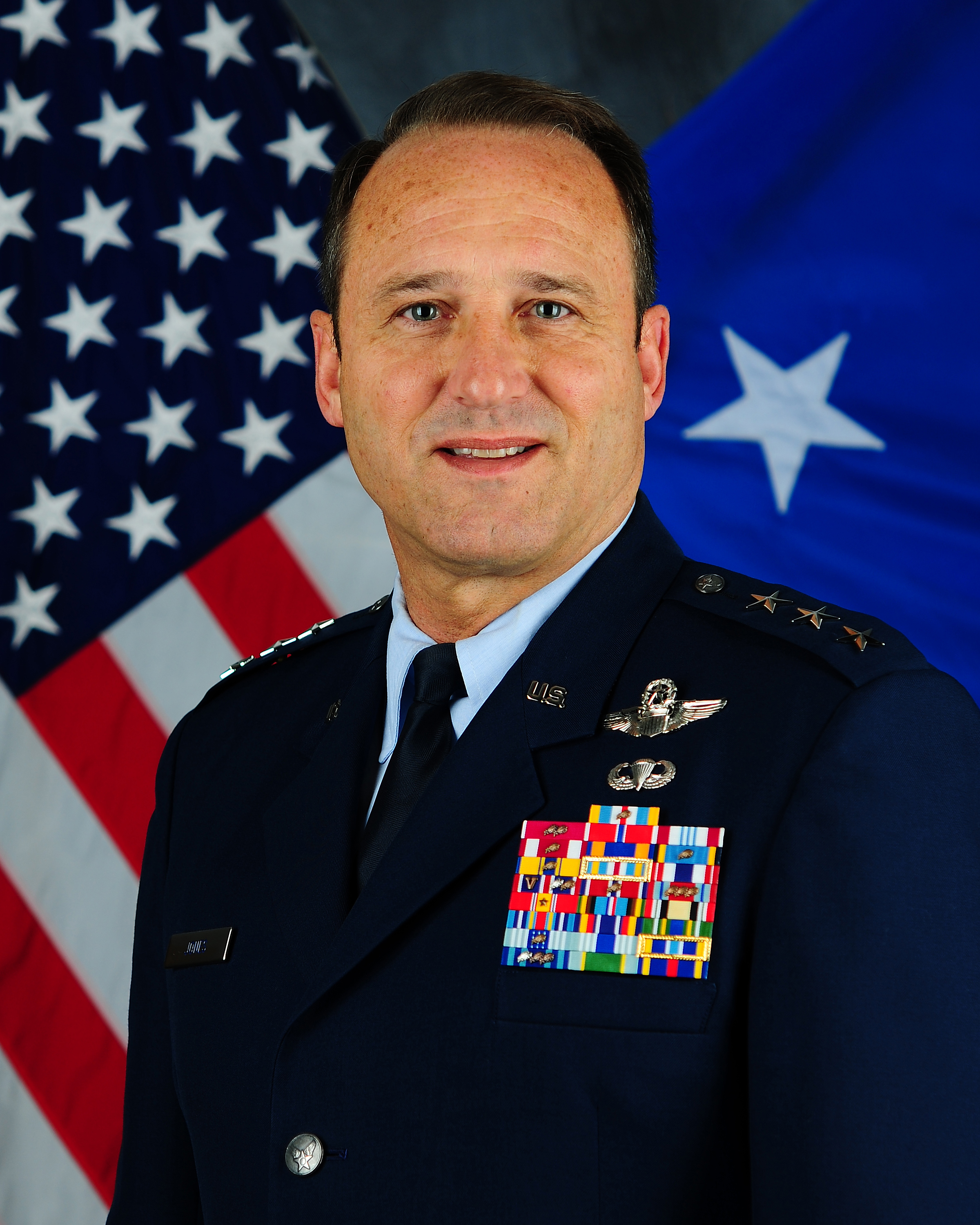
Noel T. Jones (2012)

Noel T. Jones (* um 1958) ist ein pensionierter Generalleutnant der United States Air Force. Er war unter anderem kommissarischer Kommandeur der United States Air Forces in Europe – Air Forces Africa.
Im Jahr 1980 absolvierte Noel Jones die United States Air Force Academy in Colorado Springs. Nach seiner Graduation wurde er als Leutnant in das Offizierskorps der Air Force aufgenommen. In der Folge durchlief er alle Offiziersgrade vom Leutnant bis zum Drei-Sterne-General.
Im Lauf seiner militärischen Karriere absolvierte er verschiedene Kurse und Schulungen. Dazu gehörten unter anderem eine Ausbildung zum Kampfpiloten und weitere Fortbildungskurse als Pilot von neuen Flugzeugtypen; die Squadron Officer School auf der Maxwell Air Force Base in Alabama; die Embry-Riddle Aeronautical University; das Command and General Staff College der United States Army in Fort Leavenworth in Kansas; das Naval War College in Newport in Rhode Island; das Intelligence Community Senior Leadership Program der National Security Agency; das Seminar XXI, Foreign Political and International Relations am Massachusetts Institute of Technology (MIT) und den Combined Joint Forces Air Component Commander Course an der Air University. Außerdem erhielt er einen akademischen Grad von der Harvard University.
In den Jahren vor dem Erreichen der Generalsränge im Jahr 2006 war Noel Jones auf verschiedenen Luftwaffenstützpunkten in den Vereinigten Staaten stationiert. Er war als Kampfpilot, Flugausbilder und Stabsoffizier bei verschiedenen Einheiten tätig. Seine oben angeführten Kurse und Schulungen fielen ebenfalls in diese Jahre. Zwischen 1985 und 1988 war er auf der Torrejon Air Base in Spanien stationiert. Dort war er als Flugsicherheitsoffizier, Flugausbilder und Flugkommandeur tätig. Eine weitere Versetzung ins Ausland erfolgte in den Jahren 1994 und 1995, als er auf der Kunsan Air Base in Südkorea als Stabsoffizier der 35. Schwadron (35th Fighter Squadron) stationiert war. Zwischen Februar und Juni 2003 war Noel Jones im Irakkrieg eingesetzt. Dabei kommandierte er das 332. Geschwader (332nd Air Expeditionary Wing).
Am 2. Oktober 2006 erreichte Jones mit seiner Beförderung zum Brigadegeneral die Generalsränge. Zu dieser Zeit kommandierte er auf der Luke Air Force Base in Arizona das 56. Kampfgeschwader (56th Fighter Wing). Dieses Kommando hatte er zwischen Juni 2006 und Juli 2008 inne. Danach war er bis Mai 2010 Stabsoffizier bei der National Security Agency in Fort Meade in Maryland. Daran schloss sich eine Versetzung nach Bagdad im Irak an. Dort war er zwischen Juni 2010 und Mai 2011 Abteilungsleiter in der J5 Abteilung der amerikanischen Truppen im Irak (U.S. Forces-Iraq).
Es folgte eine Versetzung zum Hauptquartier der Air Force in Washington, D.C. Dort war Jones zwischen Mai 2011 und Juni 2012 Abteilungsleiter in dessen Stabsabteilung für Operationen und Planungen. Daran schloss sich eine Versetzung auf die Ramstein Air Base in Deutschland, wo Jones im Juni 2012 stellvertretender Kommandeur der United States Air Forces in Europe – Air Forces Africa und des der NATO unterstehenden Allied Air Commands wurde. Zwischen dem 10. Mai und dem 2. August 2013 war er kommissarischer Kommandeur dieser beiden Einheiten. Dabei überbrückte er die Zeit zwischen dem Ausscheiden des vorhergehenden Kommandeurs Philip M. Breedlove und dem Amtsantritt von dessen Nachfolger Frank Gorenc. Danach war Noel Jones wieder stellvertretender Kommandeur dieser beiden Einheiten. Im Jahr 2015 schied er aus dem aktiven Militärdienst aus. Während seiner Zeit als Kampfpilot hatte er über 3500 Einsatzstunden als Pilot auf verschiedenen Flugzeugtypen.

## Daten der Beförderungen
| Abzeichen | Rang               | Jahr              |
| --------- | ------------------ | ----------------- |
|           | Second Lieutenant  | 28. Mai 1980      |
|           | First Lieutenant   | 28. Mai 1982      |
|           | Captain            | 28. Mai 1984      |
|           | Major              | 1. Oktober 1991   |
|           | Lieutenant Colonel | 1. November 1996  |
|           | Colonel            | 1. März 2001      |
|           | Brigadier General  | 2. Oktober 2006   |
|           | Major General      | 20. November 2009 |
|           | Lieutenant General | 3. August 2012    |

## Orden und Auszeichnungen
Noel Jones erhielt im Lauf seiner militärischen Laufbahn unter anderem folgende Auszeichnungen:
- Air Force Distinguished Service Medal
- Defense Superior Service Medal
- Legion of Merit
- Bronze Star Medal
- Defense Meritorious Service Medal
- Meritorious Service Medal
- Air Medal
- Aerial Achievement Medal
- Air Force Commendation Medal
- Combat Readiness Medal
- National Defense Service Medal
- Armed Forces Expeditionary Medal
- Iraq Campaign Medal
- Global War on Terrorism Expeditionary Medal
- Global War on Terrorism Service Medal
- Korea Defense Service Medal